# A (kana)
En l'escriptura japonesa, els caràcters あ (hiragana) i ア (katakana) són dues mores que ocupen el primer lloc en el sistema modern d'ordenació alfabètica gojūon (五十音), abans d'い; i el 36è en el poema iroha, entre て i さ. Segons els sistemes de romanització Hepburn, Kunrei-shiki i Nihon-shiki, あ, ア es romanitzen com a «a» segons el sistema Hepburn modificat. Una mora és la unitat superior al segment i inferior a la síl·laba.
A la taula de l'ordre gojūon (per columnes, i de dreta a esquerra), あ es troba a la primera columna (a la que dona nom: あ行, "columna «a») i la primera fila (a la que dona nom: あ段, fila «a»).

La taula gojūon

El caràcter あ prové del kanji 安 (pacífic, tranquil, barat), mentre que ア prové de 阿 (afalagar). Es fa servir un caràcter de menor mida, ぁ, ァ; per a la formació de nous sons que no existeixen en el japonès tradicional, com ふぁ (fa) i ヴァ (va).

## Cal·ligrafia
|  | La あ s'escriu amb tres traços 1. Traç horitzontal en la part superior, d'esquerra a dreta. 2. Traç vertical, de dalt a baix, que talla el primer 3. Traç corb que comença a la part central del caràcter, baixa i acaba traçant un ample arc circular |
|  | La ア s'escriu amb dos traços: 1. Traç que al començament va d'esquerra a dreta, però al final es dirigeix de baix a l'esquerra. 2. Traç lleugerament corb que descendeix.                                                                             |

## Altres escriptures
| あ o ア en braille japonès | あ o ア en braille japonès                               | あ o ア en braille japonès  |
| -------------------------- | -------------------------------------------------------- | --------------------------- |
| あ / ア a                  | ああ / アー ā                                            | +あ / +ー chōon*            |
| ⠁ (braille pattern dots-1) | ⠁ (braille pattern dots-1) · ⠒ (braille pattern dots-25) | ⠒ (braille pattern dots-25) |

- Alfabet fonètic: 「朝日のア」 (l'«a d'asahi», que vol dir «sol naixent»)
- Codi Morse:[6] －－ • －－